# Sunrise (chanson des Who)
Pour les articles homonymes, voir Sunrise.
Pistes de The Who Sell Out
Silas Stingy Rael
Sunrise est une chanson du groupe The Who écrite et interprétée par Pete Townshend dans l'album The Who Sell Out de 1967. C'est le douzième morceau de l'album.
L'enregistrement de la chanson a eu lieu aux IBC Studios, le 2 novembre 1967 à Londres.

## Description
Keith Moon ne voulait pas du titre sur l'album, considérant Sunrise comme une chanson solo de Townshend. Il est vrai que le morceau se compose uniquement de la voix de Townshend s'accompagnant à la guitare acoustique.
La chanson remplace le titre Jaguar, présente dans une première liste des titres avant l'enregistrement de Sunrise. Jaguar sera édité dans l'édition remasterisée de 1995 de Sell Out.
Les accords utilisés dans la chanson sont, selon l'auteur, issues du livre d'apprentissage de guitare jazz de Mickey Baker. Ces accords sont particulièrement étranges et envoûtants, très éloignés de ce que le groupe avait pu jouer jusque-là. Ils montrent l'éclectisme de Pete Townshend en matière musicale et ses multiples influences. Les lignes vocales sont également très complexes; Townshend chante d'une manière délicate et éthérée. Le texte mélange des images représentant l'aube et l'amour.

## Sources et liens externes
- Notes sur The Who Sell Out
- Paroles de Sunrise
- Tablatures pour guitare de Sunrise